# 嘉義市北社尾王姓宗祠
23°29′41″N 120°25′26″E / 23.494774756410838°N 120.42380409109168°E
嘉義市北社尾王姓宗祠，位於臺灣嘉義市西區，是北社尾王姓一族的宗祠。後於民國九十二年（2003年）8月6日公告為市定古蹟。

## 沿革
王姓宗祠興建於大正八年（1919年），而後到了民國五十年（1961年）時又增建了拜亭。

## 建築
為一進三開間建築，兩旁有護龍，而在公厝前有兩座光緒九年（1883年）之石碑，記載當時王家請官府公告各房之權利、義務與土地界線的事情。